# Ines Stilling
Ines Stilling, née le 10 août 1976 à Graz, est une femme politique autrichienne, nommée ministre fédérale des Femmes, de la Famille et de la Jeunesse.

## Carrière
Le 3 juin 2019, elle est nommée par la nouvelle chancelière Brigitte Bierlein, ministre sans portefeuille et à partir du 6 juin, elle reçoit le portefeuille fédéral des Femmes, de la Famille et de la Jeunesse.